# Đầm lầy nước lợ

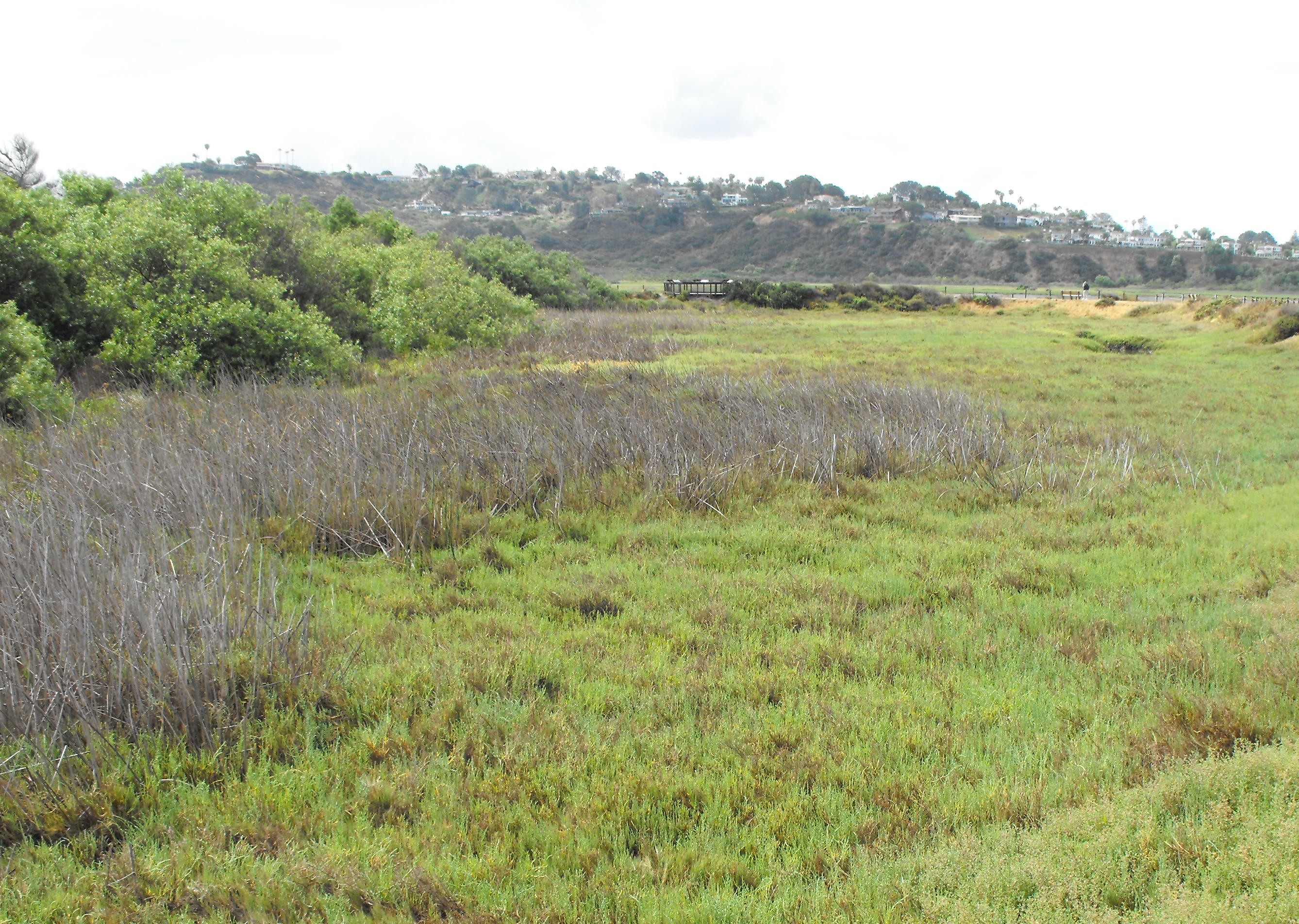
Một đồng lầy nước lợ thuộc phá San Elijo, quận San Diego, California, Hoa Kỳ

Đầm lầy nước lợ hay đồng lầy nước lợ là một dạng đầm lầy hình thành khi dòng nước ngọt dồi dào giúp giảm bớt độ mặn của nước và biến nước biển thành nước lợ. Thường thì đầm lầy nước lợ hình thành dọc theo các dòng sông ven biển ở phía thượng nguồn của đầm lầy ngập mặn hoặc ở gần các cửa sông có lưu lượng nước ngọt lớn đổ vào vịnh và eo biển. Độ mặn trung bình của nước trong đầm lầy dao động từ 0,5‰ (phần nghìn) đến 18‰.